# Маргінальна музика
Маргіна́льна му́зика — музика, що виконується соціальними аутсайдерами, які практично не контактують з музичним мейнстрімом, або музикантами, які вирішили жити та працювати на самоті, часто обумовлений поведінковими й/або психологічними проблемами. Маргінальна музика виражає їх стан різними способами, якими неможливо окреслити це поняття виключно музично-жанровими рамками. Лірика часто незвичайна, дивна, незрозуміла, музика часто пишеться й виконується, як ніби не існує вже сформованих традицій творів і виконання. Дуже часто музиканти-маргінали не мають спеціальної музичної освіти та професійного вміння грати на музичних інструментах, співати або складати музику. Маргінальна музика є формою маргінального мистецтва.